# Beilschmiedia brachythyrsa
Beilschmiedia brachythyrsa är en lagerväxtart som beskrevs av Hsi Wen Li. Beilschmiedia brachythyrsa ingår i släktet Beilschmiedia och familjen lagerväxter. Inga underarter finns listade i Catalogue of Life.